# Trstenik, Benedikt
Trstenik je naselje v Občini Benedikt.